# Frederiksbergs slott
Frederiksbergs slott (danska: Frederiksberg Slot) är ett slott uppfört i italiensk barockstil på toppen av Valby Bakke (Frederiksberg Bakke) i Frederiksberg, Danmark, intill Köpenhamn.

## Bakgrund
Slottet uppfördes 1699–1703 av arkitekt Ernst Brandenburger, efter utkast av Nicodemus Tessin den yngre för Fredrik IV av Danmark som kungafamiljens sommarresidens. Det utvidgades några år senare så, att grundplanen blev ett H, och fick slutligen under Kristian VI:s tid sina sidoflyglar och båggångar.
Det inre smyckades under 1700-talets lopp med stuckdekorationer samt målningar av Hendrik Krogk, Johan Edvard Mandelberg med flera. Parken Frederiksberg Have, ursprungligen anlagd i sträng fransk stil, omlades i en fri engelsk stil under Fredrik VI, som gärna vistades på Frederiksberg och över vilken en staty av Herman Wilhelm Bissen nu är placerad vid ingångsplatsen från Frederiksbergs Allé.
1868 tog Arméns officersskola (på danska: Hærens Officersskole) över slottsanläggningen, som fortfarande hyser den. De gamla parkanläggningarna som Frederiksberg Have och Søndermarken är tillgängliga för allmänheten.